# 윌리엄 도널드 해밀턴
윌리엄 도널드 "빌" 해밀턴(William Donald "Bill" Hamilton, 1936년 8월 1일 ~ 2000년 3월 7일)은 영국의 진화생물학자이다. 20세기 최고의 진화이론학자 중 한 명으로 받아들여지고 있다.
해밀턴은 이타주의의 존재를 엄격히 유전자에 기초하여 설명한 이론생물학적 성과로 유명하다. 해밀턴의 이 작업은 유전자선택설의 발전에 핵심적인 역할을 했다. 또한 에드워드 오스본 윌슨에 의해 널리 알려진 사회생물학의 선구적 인물 중 한 명으로 생각되기도 한다. 그 외에도 성비와 유성생식적 진화 등의 주제에 관해 중요한 논문들을 발표했다. 옥스퍼드 대학교 교수로 재직했으며, 1984년부터 2000년 타계할 때까지 왕립학회 회원이었다. 이기적 유전자로 잘 알려진 리처드 도킨스는 그를 이 시대 최고의 다윈론자라고 표현했다.